# María Luisa de Borbón y Vallabriga
Maria Luisa di Borbone-Vallabriga, (spagnolo: María Luisa Fernanda de Borbón e Vallabriga) (Velada, 6 giugno 1783 – Parigi, 1º dicembre 1846), è stata una nobile spagnola.

## Biografia
Era la figlia del cardinale Luigi Antonio di Borbone-Spagna, arcivescovo di Toledo e di Siviglia, e conte di Chinchón, e di sua moglie, Maria Teresa di Vallabriga e Rozas. Suo nonno era Filippo V di Spagna e suo zio era Carlo III.
Era la sorella minore del cardinale Luigi Maria di Borbone-Spagna, che fece abolire l'inquisizione, e di Maria Teresa di Borbone-Vallabriga, moglie di Manuel Godoy.

## Matrimonio
Sposò, il 1º giugno 1817 a Madrid, Joaquín José de Melgarejo e Saurín, marchese de Melgarejo, duca de San Fernando de Quiroga, figlio di Joaquín de Quiroga Melgarejo e Rojas e di Maria Joaquina Saurín e Ruiz Dávalos. Non ebbero figli.
La famiglia andò in esilio a Parigi, dove rimase fino al 1823, alla caduta del Triennio liberale spagnolo.

## Morte
Morì il 1º dicembre 1846, a Parigi. Fu sepolta nella cappella del Palazzo dell'Infante Don Luigi, insieme ai resti di suo marito e della sorella.

## Ascendenza
|                                                                       |                        |                                                                                          | Genitori                                        |  |  | Nonni |  |  | Bisnonni                    |  |  | Trisnonni                |  |
|                                                                       |                        |                                                                                          |                                                 |  |  |       |  |  | 8. Luigi di Borbone-Francia |  |  | 16. Luigi XIV di Francia |  |
|                                                                       |                        |                                                                                          |                                                 |  |  |       |  |  | 8. Luigi di Borbone-Francia |  |  | 16. Luigi XIV di Francia |  |
|                                                                       |                        | 17. Maria Teresa d'Asburgo                                                               |                                                 |  |  |       |  |  | 8. Luigi di Borbone-Francia |  |  |                          |  |
| 4. Filippo V di Spagna                                                |                        |                                                                                          |                                                 |  |  |       |  |  | 8. Luigi di Borbone-Francia |  |  |                          |  |
|                                                                       |                        | 9. Maria Anna Vittoria di Baviera                                                        | 18. Ferdinando Maria di Baviera                 |  |  |       |  |  |                             |  |  |                          |  |
|                                                                       |                        | 9. Maria Anna Vittoria di Baviera                                                        | 18. Ferdinando Maria di Baviera                 |  |  |       |  |  |                             |  |  |                          |  |
|                                                                       |                        | 9. Maria Anna Vittoria di Baviera                                                        | 19. Enrichetta Adelaide di Savoia               |  |  |       |  |  |                             |  |  |                          |  |
| 2. Luigi Antonio di Borbone-Spagna                                    |                        | 9. Maria Anna Vittoria di Baviera                                                        |                                                 |  |  |       |  |  |                             |  |  |                          |  |
|                                                                       |                        | 10. Odoardo II Farnese                                                                   | 20. Ranuccio II Farnese                         |  |  |       |  |  |                             |  |  |                          |  |
|                                                                       |                        | 10. Odoardo II Farnese                                                                   | 20. Ranuccio II Farnese                         |  |  |       |  |  |                             |  |  |                          |  |
|                                                                       |                        | 10. Odoardo II Farnese                                                                   | 21. Isabella d'Este                             |  |  |       |  |  |                             |  |  |                          |  |
| 5. Elisabetta Farnese                                                 |                        | 10. Odoardo II Farnese                                                                   |                                                 |  |  |       |  |  |                             |  |  |                          |  |
|                                                                       |                        | 11. Dorotea Sofia di Neuburg                                                             | 22. Filippo Guglielmo del Palatinato            |  |  |       |  |  |                             |  |  |                          |  |
|                                                                       |                        | 11. Dorotea Sofia di Neuburg                                                             | 22. Filippo Guglielmo del Palatinato            |  |  |       |  |  |                             |  |  |                          |  |
|                                                                       |                        | 11. Dorotea Sofia di Neuburg                                                             | 23. Elisabetta Amalia d'Assia-Darmstadt         |  |  |       |  |  |                             |  |  |                          |  |
| 1. María Luisa de Borbón y Vallabriga                                 |                        | 11. Dorotea Sofia di Neuburg                                                             |                                                 |  |  |       |  |  |                             |  |  |                          |  |
|                                                                       | 12. José de Vallabriga | ...                                                                                      |                                                 |  |  |       |  |  |                             |  |  |                          |  |
|                                                                       | 12. José de Vallabriga | ...                                                                                      |                                                 |  |  |       |  |  |                             |  |  |                          |  |
|                                                                       | 12. José de Vallabriga | ...                                                                                      |                                                 |  |  |       |  |  |                             |  |  |                          |  |
| 6. José de Vallabriga y Español, signore di Soliveta                  | 12. José de Vallabriga |                                                                                          |                                                 |  |  |       |  |  |                             |  |  |                          |  |
|                                                                       |                        | 13. María Antonia Español, signora di Soliveta                                           | ...                                             |  |  |       |  |  |                             |  |  |                          |  |
|                                                                       |                        | 13. María Antonia Español, signora di Soliveta                                           | ...                                             |  |  |       |  |  |                             |  |  |                          |  |
|                                                                       |                        | 13. María Antonia Español, signora di Soliveta                                           | ...                                             |  |  |       |  |  |                             |  |  |                          |  |
| 3. María Teresa de Vallabriga y Rozas                                 |                        | 13. María Antonia Español, signora di Soliveta                                           |                                                 |  |  |       |  |  |                             |  |  |                          |  |
|                                                                       |                        | 14. José de Rozas y Meléndez de la Cueva, I duca di San Andrés, II conte di Castelblanco | 28. Francisco de Rozas y Fernández de Santayana |  |  |       |  |  |                             |  |  |                          |  |
|                                                                       |                        | 14. José de Rozas y Meléndez de la Cueva, I duca di San Andrés, II conte di Castelblanco | 28. Francisco de Rozas y Fernández de Santayana |  |  |       |  |  |                             |  |  |                          |  |
|                                                                       |                        | 14. José de Rozas y Meléndez de la Cueva, I duca di San Andrés, II conte di Castelblanco | 29. Luisa Meléndez de Gama                      |  |  |       |  |  |                             |  |  |                          |  |
| 7. Josefa de Rozas y Drummond de Melfort, IV contessa di Castelblanco |                        | 14. José de Rozas y Meléndez de la Cueva, I duca di San Andrés, II conte di Castelblanco |                                                 |  |  |       |  |  |                             |  |  |                          |  |
|                                                                       |                        | 15. Francisca Drummond de Melfort y Wallace                                              | 30. John Drummond, I conte di Melfort           |  |  |       |  |  |                             |  |  |                          |  |
|                                                                       |                        | 15. Francisca Drummond de Melfort y Wallace                                              | 30. John Drummond, I conte di Melfort           |  |  |       |  |  |                             |  |  |                          |  |
|                                                                       |                        | 15. Francisca Drummond de Melfort y Wallace                                              | 31. Eufemia Wallace                             |  |  |       |  |  |                             |  |  |                          |  |
|                                                                       |                        | 15. Francisca Drummond de Melfort y Wallace                                              |                                                 |  |  |       |  |  |                             |  |  |                          |  |